# 粗頸龜
粗頸龜（Siebenrockiella crassicollis），又名白頰龜，是粗頸龜屬下的一種龜。以往此屬內只有牠們唯一的物種，但根據基因分析及型態，巴拉望龜也被納入此屬中。
粗頸龜的上顎中央稍微向下垂，彷彿在笑的樣子。牠們分佈在柬埔寨、印尼、緬甸、新加坡、泰國及越南。牠們受到棲息地减少的威胁。

## 保育狀況
其被列為《瀕危野生動植物種國際貿易公約》附錄二的物種，被限制出口及貿易。